# Teracus littoralis
Teracus littoralis — вид хижих соколоподібних птахів спірного таксономічного положення. Скам'янілості виду знайдені у Франції та датуються олігоценом. Автор опису, Мілн-Едвардс, відніс птаха до родини Американські грифи (Cathartidae). Проте у 1978 році Олсен визначив вид як insertae sedis у межах ряду.